# Saint-Georges-Nigremont
Saint-Georges-Nigremont ist eine Gemeinde im Zentralmassiv in Frankreich. Sie gehört zur Region Nouvelle-Aquitaine, zum Département Creuse, zum Arrondissement Aubusson und zum Kanton Auzances. Sie grenzt im Norden an Pontcharraud, im Nordosten an Saint-Maurice-près-Crocq, im Südosten an Saint-Agnant-près-Crocq, im Süden an Magnat-l’Étrange, im Westen an Poussanges und im Nordwesten an Saint-Frion.

## Bevölkerungsentwicklung
| Jahr      | 1962 | 1968 | 1975 | 1982 | 1990 | 1999 | 2008 | 2012 |
| --------- | ---- | ---- | ---- | ---- | ---- | ---- | ---- | ---- |
| Einwohner | 290  | 246  | 200  | 183  | 156  | 168  | 164  | 156  |

## Sehenswürdigkeiten
- Notre Dame de l'Émigration
- Kirche Saint-Georges
- Schloss aus dem 15. Jahrhundert im Ortsteil Les Écurettes

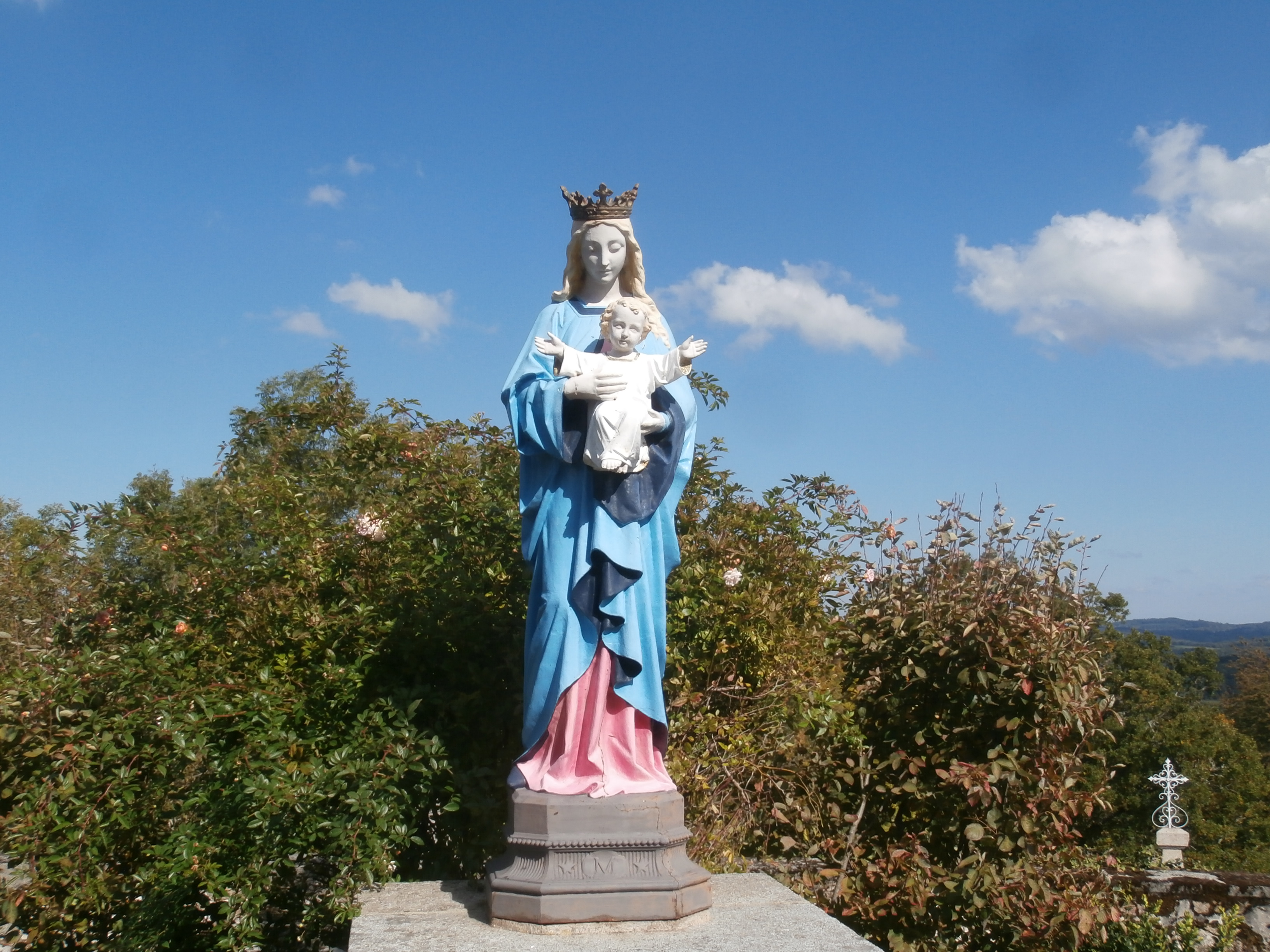
Notre Dame de l'Émigration
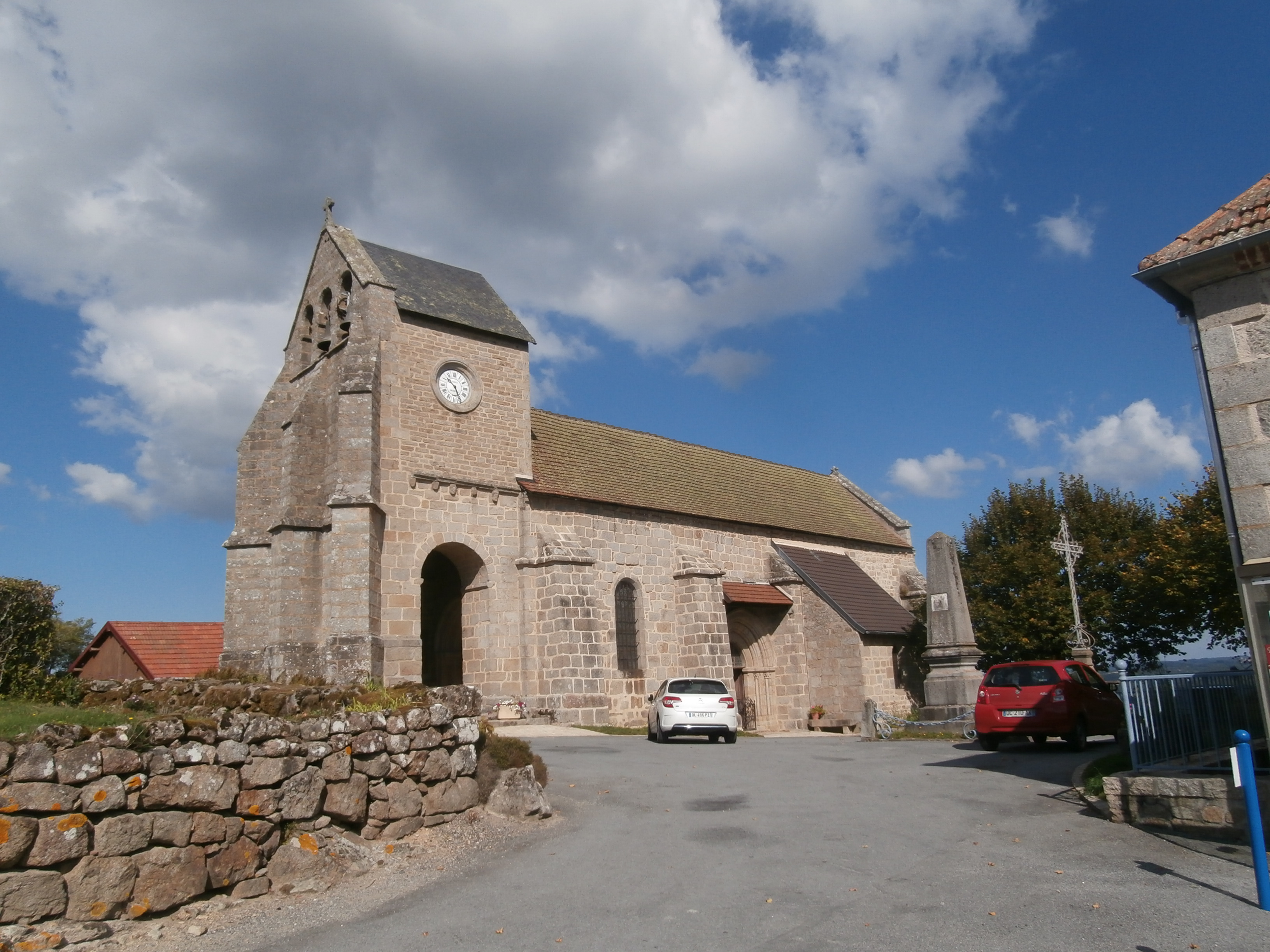
Kirche Saint-Georges